# Wallrabenstein (Hünstetten)

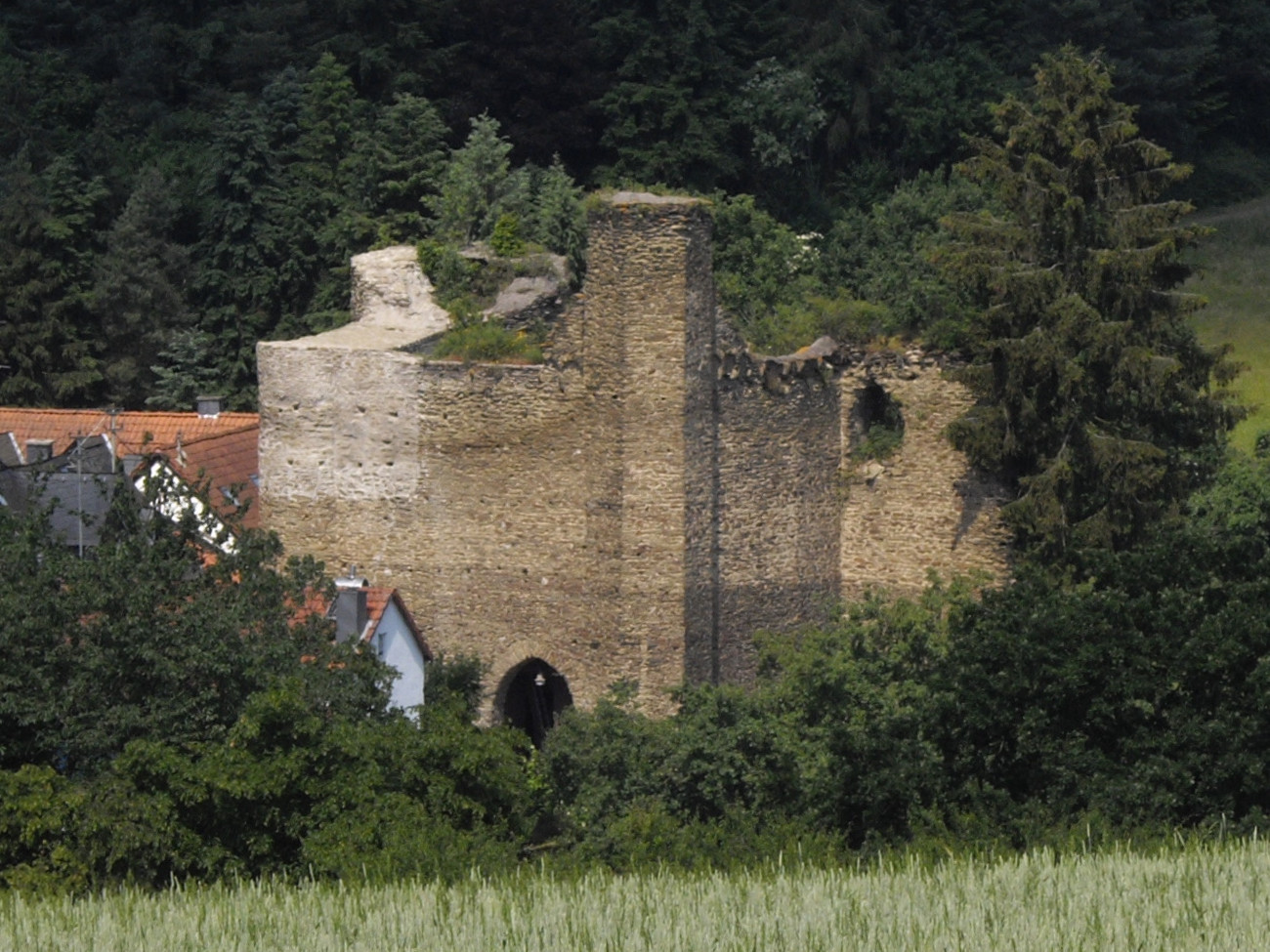
Burg Wallrabenstein

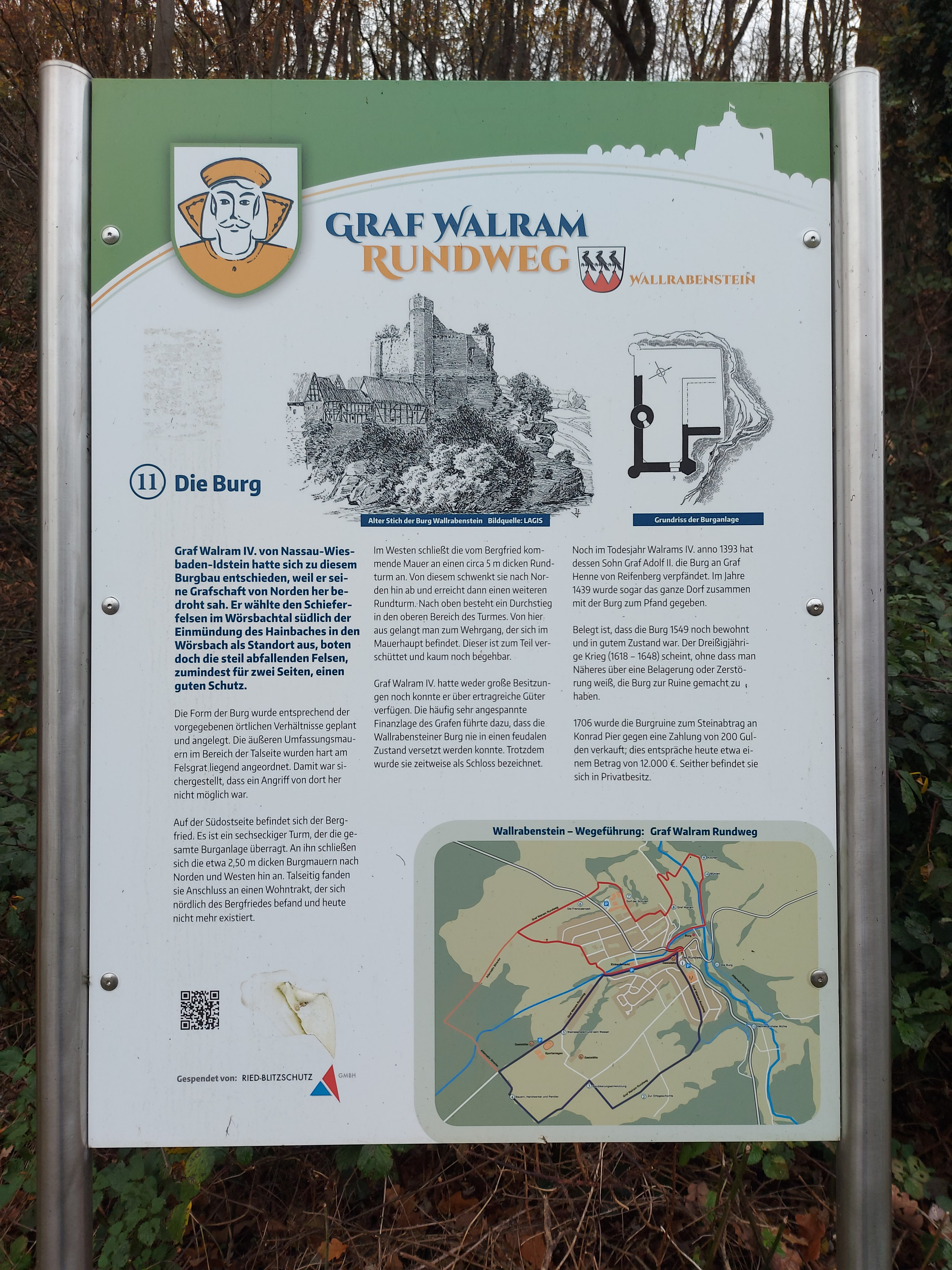
Graf-Walram-Rundweg: Die Burg

Wallrabenstein ist der größte Ortsteil der Gemeinde Hünstetten im südhessischen Rheingau-Taunus-Kreis.

## Geographie
Wallrabenstein liegt im Taunus nördlich des Hauptkamms zwischen Limburg und der Landeshauptstadt Wiesbaden. Durch den Ort führt die Landesstraße 3277, am östlichen Ortsrand verläuft die Bundesautobahn 3.

## Geschichte
Erstmals im Jahre 1184 wurde eine Siedlung mit dem Namen „Holtzhußen“ (Holtzhausen) als Besitz des Klosters Bleidenstadt erwähnt. 1336 wird ein Holzhausen mit Idstein bei den verpachteten Gütern des Klosters Bleidenstadt genannt. 1343 verpfänden Graf Gerlach und Gräfin Irmegard von Nassau-Wiesbaden mit ihren Söhnen eine Korngülte aus dem Hofe zu „Hultizhusin“ by Edchinstein (Idstein). Noch 1435 erhebt Cune sen. von Reifenberg gegen die Grafschaft Nassau Ansprüche betreffende einer Korngülte zu Beuerbach und „+ Holzhausen“. 1393 wurde von Graf Walram von Nassau die Burg Wallrabenstein in der Nähe von Hol(t)zhausen erbaut. Bereits 1395 ist die Ansiedlung von Hörigen in Wallrabenstein urkundlich dokumentiert. Der heutige Ortsname ist für das Dorf neben der Burg spätestens seit 1446 gebräuchlich.
Neben der offiziellen Bezeichnung werden die Wallrabensteiner in der Umgebung auch als „Abbuter“ bezeichnet, was eventuell auf die lateinische Bezeichnung „aput“ im Sinne von angesiedelt „nahe bei“ der namensgebenden Burg zurückzuführen ist.
Am 1. Januar 1977 wurde Wallrabenstein im Zuge der Gebietsreform in Hessen in die fünf Jahre zuvor entstandene neue Gemeinde Hünstetten kraft Landesgesetz eingegliedert. Für Wallrabenstein wurde, wie für die anderen Ortsteile, ein Ortsbezirk mit Ortsbeirat und Ortsvorsteher gebildet.
Auf dem Graf-Walram-Rundweg erfahren die Wanderer Interessantes und Wissenswertes über die Geschichte Wallrabensteins. Themen der insgesamt 12 Schautafeln sind u. a. der Vorgängerort, die Burg, Graf Walram, die Kirchen und Mühlen sowie die Versorgung mit Wasser und Strom.  

## Wappen
Das Wappen zeigt in Silber aus dem Schildfuß wachsend einen dreigezackten roten Wall, besetzt mit drei schwarzen Raben.

## Kultur und Sehenswürdigkeiten
Für die Kulturdenkmäler des Ortes siehe Liste der Kulturdenkmäler in Wallrabenstein. Hervorzuheben sind:
- Burg Wallrabenstein
- die 1708 erbaute evangelische Kirche
- Gusseiserner Pumpenbrunnen, wahrscheinlich ein Produkt der Michelbacher Hütte aus der Zeit kurz vor 1900

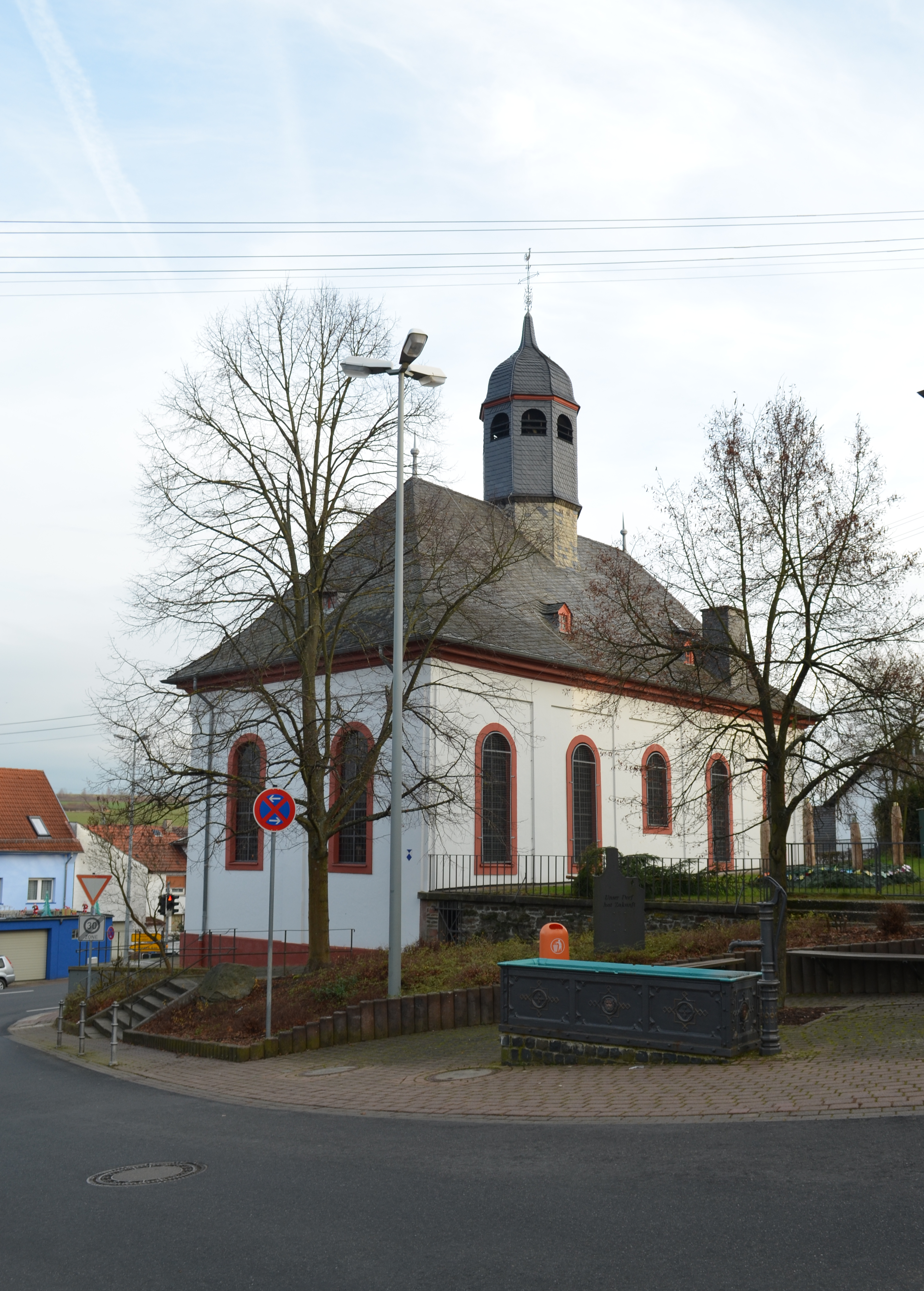
Kirche
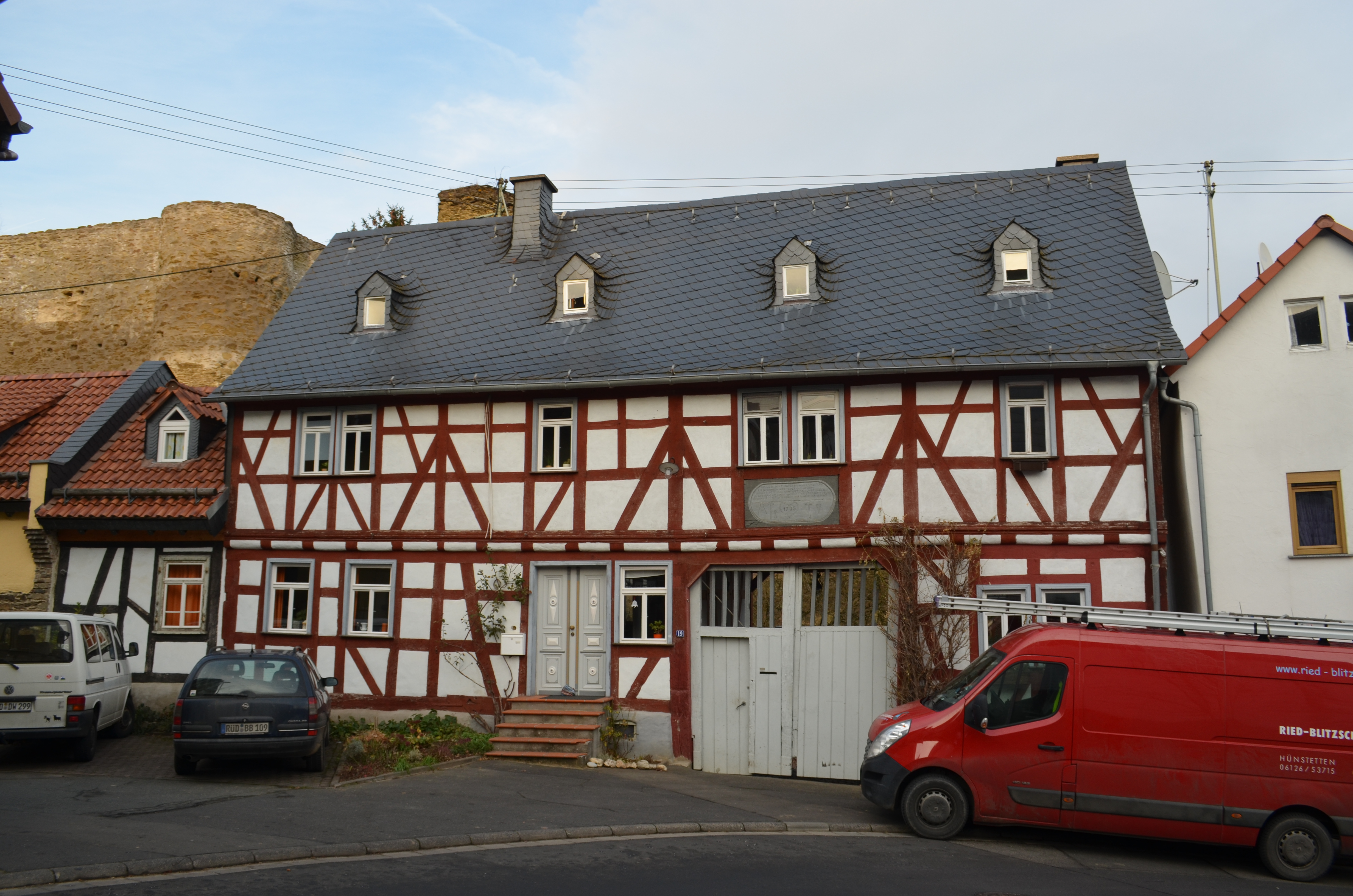
Haus Burgstraße 19
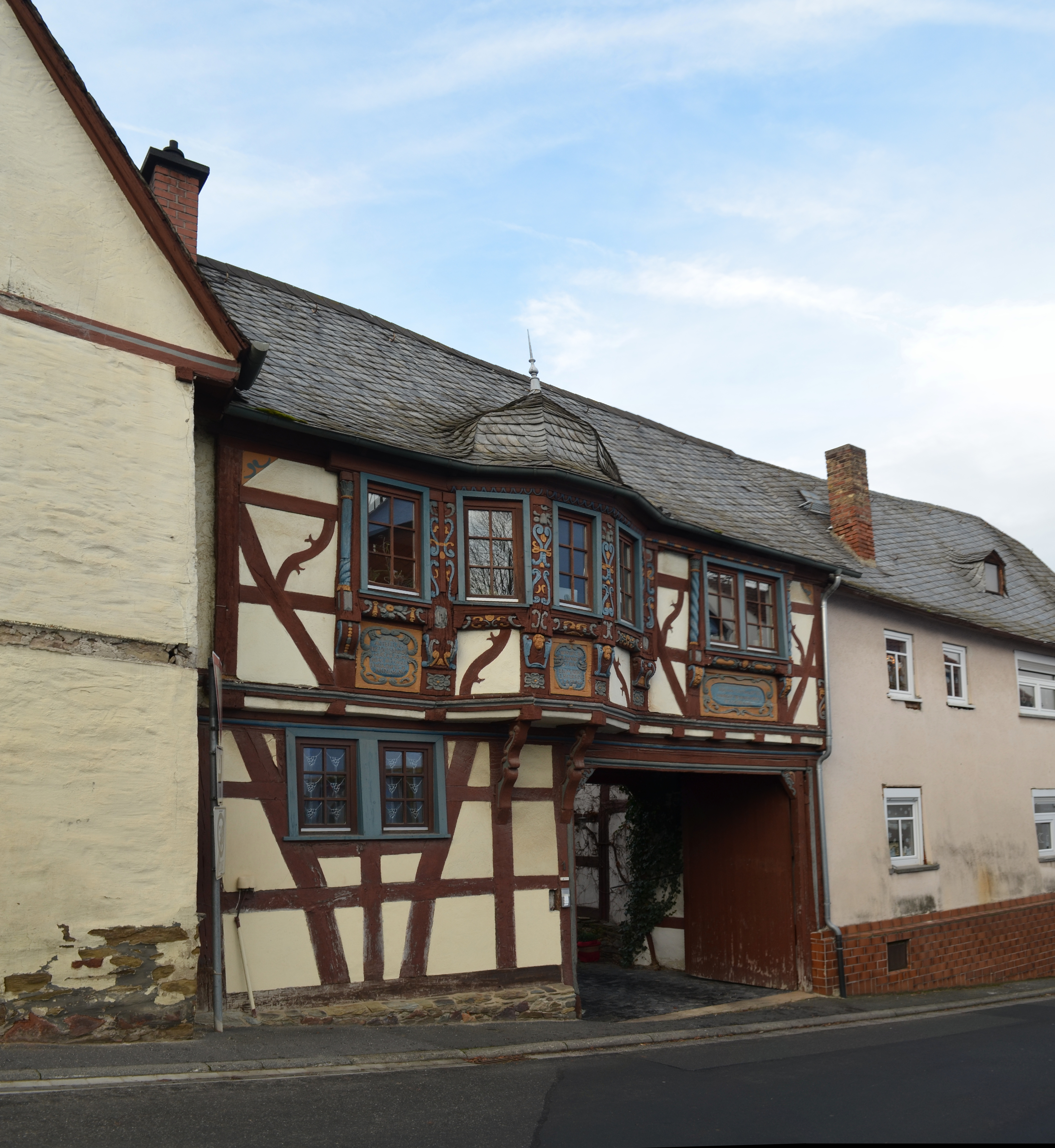
Haus Burgstraße 1
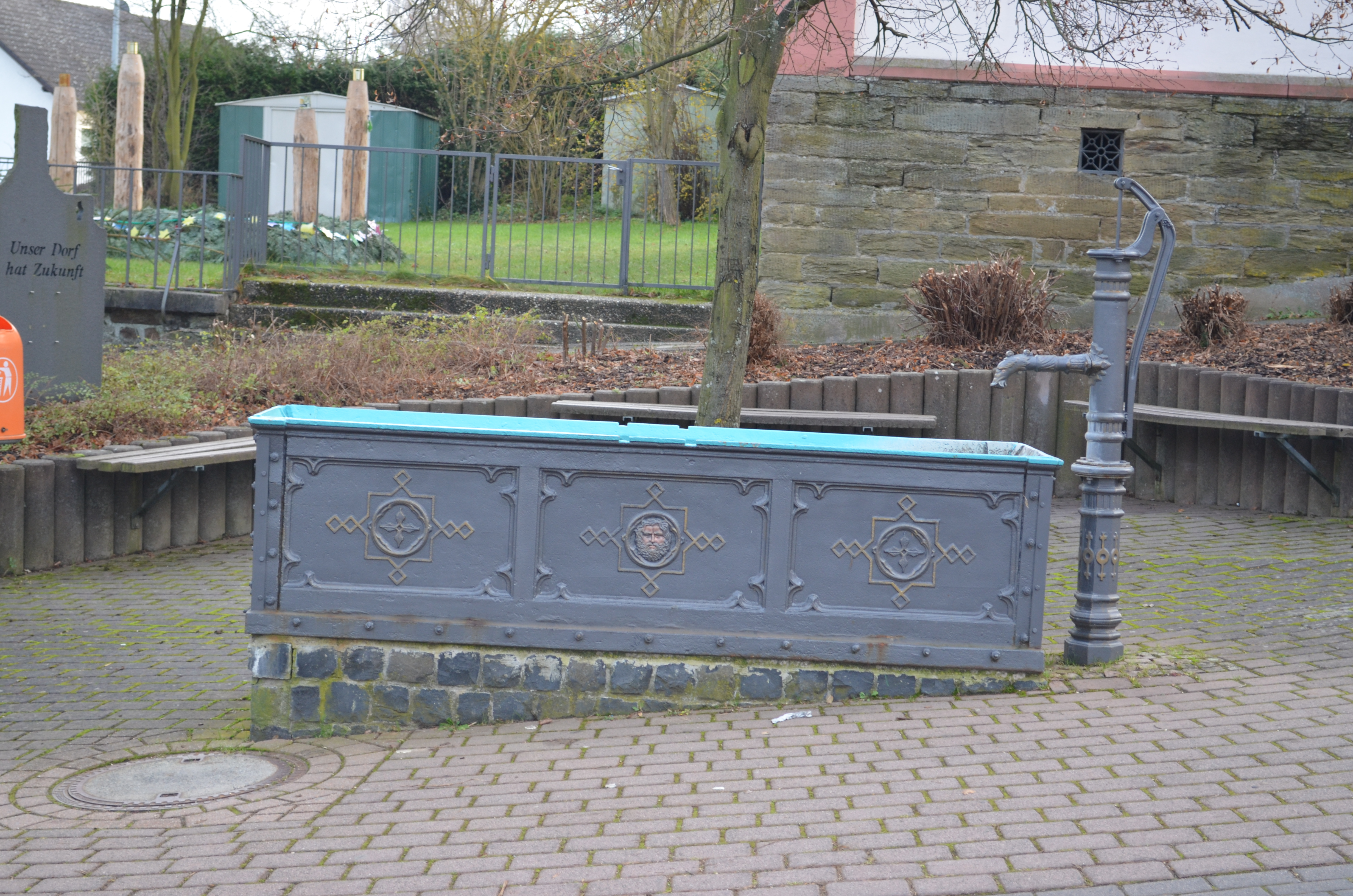
Brunnen
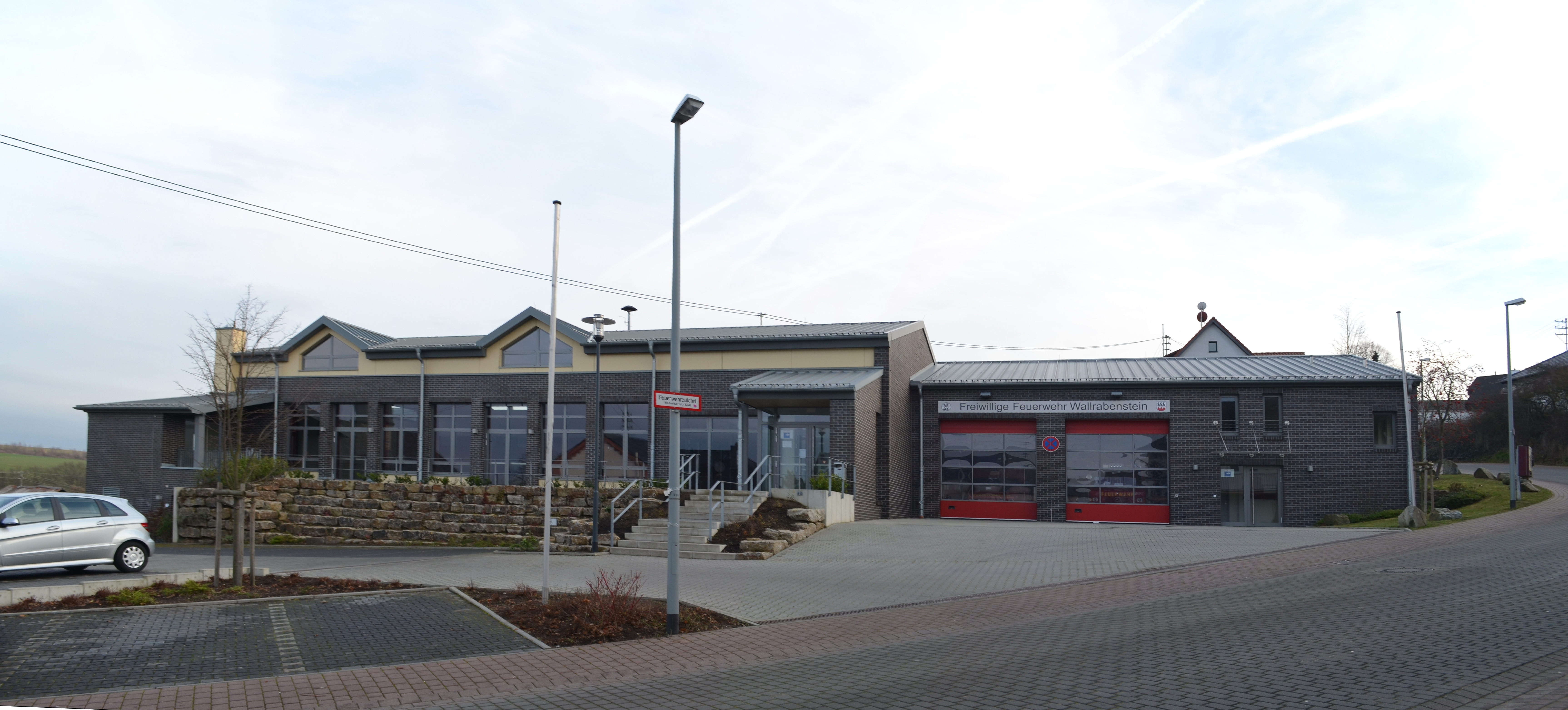
Feuerwehr

## Bildung
Im Ort gibt es
- eine integrierte Gesamtschule, die IGS Wallrabenstein
- die Grundschule „Rabenschule“
- die Kindertagesstätte der Gemeinde Hünstetten